# N 6 (Senegal)
Die N 6 ist eine der Nationalstraßen im Süden Senegals.
Der Straßenverlauf beginnt am Südrand der im Osten Senegals als Verkehrsknotenpunkt wichtigen Stadt Tambacounda an einer Verzweigung von der N 7, ganz in der Nähe des Flughafens Tambacounda. Das Ende der N6 liegt im Südwesten in Ziguinchor, wo sie in der Stadtmitte in die N 4 einmündet und die Strecke bis dahin ist 401 Kilometer lang.
Die Straße ist eine Ost-West-Verbindung aus dem Kernland Senegals in die isoliert südlich von Gambia gelegene fruchtbare und relativ dicht besiedelte Landschaft der Casamance. Sie führt dabei durch die Regionen (von Ost nach West) Tambacounda, Kolda, Sédhiou, und Ziguinchor. 
Da die Casamance durch den Gambia und seinen südlichen Nebenfluss Koulountou, zwei ganzjährig Wasser führende Flüsse, von dem Rest Senegals getrennt ist, wurde für eine Straße in die Casamance über das Tal des Gambia bei dem Ort Gouloumbou eine 160 Meter langen Brücke errichtet. Diese Brücke der N6 ist die einzige inländische Landverbindung in den Südsenegal. Wenige Kilometer hinter der Brücke, in Manda Douane, zweigt eine 85 Kilometer lange gut ausgebaute Regionalstraße nach Süden ab und führt über Médina Gounass mit Ziel Koundara in Guinea-Conakry zum wichtigsten Grenzübergang in dieses Nachbarland. Westlich von Kolda führt die N6 durch den teilweise nur acht bis dreizehn Kilometer breiten Landstreifen zwischen dem linken südlichen Ufer des Casamance-Flusses und der Grenze zu Guinea-Bissau. Zwar erschließt sie damit nur einen flächenmäßig kleinen Teil der Casamance für den Fernverkehr, dafür aber mit Ziguinchor die weitaus größte Stadt in Südsenegal.